# 基輔布爾什維克起義
基辅布尔什维克起义（1917 年11 月 8 日至 13 日）是俄罗斯临时政府因十月革命垮台后在基辅为争夺权力而进行的军事冲突。 它以布尔什维克党基辅委员会和中央拉达的胜利而告终。